# Гарлиця-Духовна
Гарлиця-Духовна (пол. Garlica Duchowna) — село в Польщі, у гміні Зельонки Краківського повіту Малопольського воєводства.
Населення — 214 осіб (2011).
У 1975-1998 роках село належало до Краківського воєводства.

## Демографія
Демографічна структура станом на 31 березня 2011 року:
|          | Загалом | Допрацездатний вік | Працездатний вік | Постпрацездатний вік |
| -------- | ------- | ------------------ | ---------------- | -------------------- |
| Чоловіки | 104     | 26                 | 70               | 8                    |
| Жінки    | 110     | 18                 | 70               | 22                   |
| Разом    | 214     | 44                 | 140              | 30                   |